# LGBT práva ve Venezuele

Duhová mapa Venezuely

Lesby, gayové, bisexuálové a transsexuálové (LGBT) se ve Venezuele mohou potýkat s určitými právními komplikacemi neznámými pro většinové obyvatelstvo. Mužská i ženská stejnopohlavní sexuální aktivita je ve Venezuele legální, ale homosexuálním párům a domácnostem jimi tvořeným se nedostává stejné právní protekce, jakou mají heterosexuální manželské páry.

## Zákony týkající se stejnopohlavní sexuální aktivity
Po získání nezávislosti nebyla homosexualita ve Venezuele nikdy trestná. Nicméně šlo na ní aplikovat určité pasáže z tehdy platícího "Zákona proti potulce" (Ley de vagos y maleantes), což byl vlastně jakýsi předchůdce trestního práva v Evropě a Latinské Americe v průběhu 20. století. Ve Venezuele na rozdíl od Španělska neměl tento zákon žádný přímý odkaz na homosexuály. I tak se ale často podle zprávy Amnesty International využíval k perzekuci homosexuálů a translidí angažovaných v prostituci či jiném druhu sexuálního průmyslu. Osoby shledané vinnými z porušení tohoto zákona mohly být dle zvážení úřadů posílány k "resocializaci" do zvláštních "vězeňských zařízení" bez práva na řádný soudní proces, což bylo v té době zcela běžným standardem i v jiných státech, vč. Španělska. Tento zákon byl pak následně Nejvyšším justičním tribunálem shledán neústavním v r. 1997. Věk způsobilosti k pohlavnímu styku je pro obě orientace stanoven na 16 let.

## Stejnopohlavní soužití
Venezuelské právo nedává stejnopohlavnímu soužití žádnou přímou právní úpravu.
V r. 2003 LGBT organizace Unión Afirmativa (Afirmativní unie) dala žalobu k Nejvyššímu soudu ohledně přiznání ekonomických práv (pozůstalostní důchody, dědictví, sociální zabezpečení, společná domácnost atd.) stejnopohlavním partnerům. Soud 28. února 2008 rozhodl i přes uznání faktu, že "stejnopohlavní partneři mají právo na uznání v oblastech občanských, politických, ekonomických, sociálních a kulturních", takto: "páry tvořené osobami stejného pohlaví nemají podle zákonů Bolívarovské republiky Venezuely právo na přiznání stejných benefitů náležejícím institutu manželství tvořeném jedním mužem a jednou ženou. I přesto se ale Národní shromáždění spolu s vládou odhodlalo stejnopohlavním partnerům určitá práva přiznat s odůvodněním, že některé požadované výsady jsou v přímém souladu s Ústavou Bolívarovské republiky Venezuela.
20. března 2009 členka Parlamentu Romelia Matute oznámila, že Národní shromáždění je odhodlané k legalizaci stejnopohlavního soužití ve formě asociaciones de convivencia (asociačního soužití). as part of the Gender and Equity Organic Law. O dalších krocích v této oblasti se však již na politickém poli nediskutovalo. Sice došlo i k zapojení občanské společnosti do tohoto dění rozšířené i o problematiku transgender, která zaslala petici Národnímu shromáždění, ale žádná formální diskuse se dosud nekonala.

## Anti-diskriminační legislativa

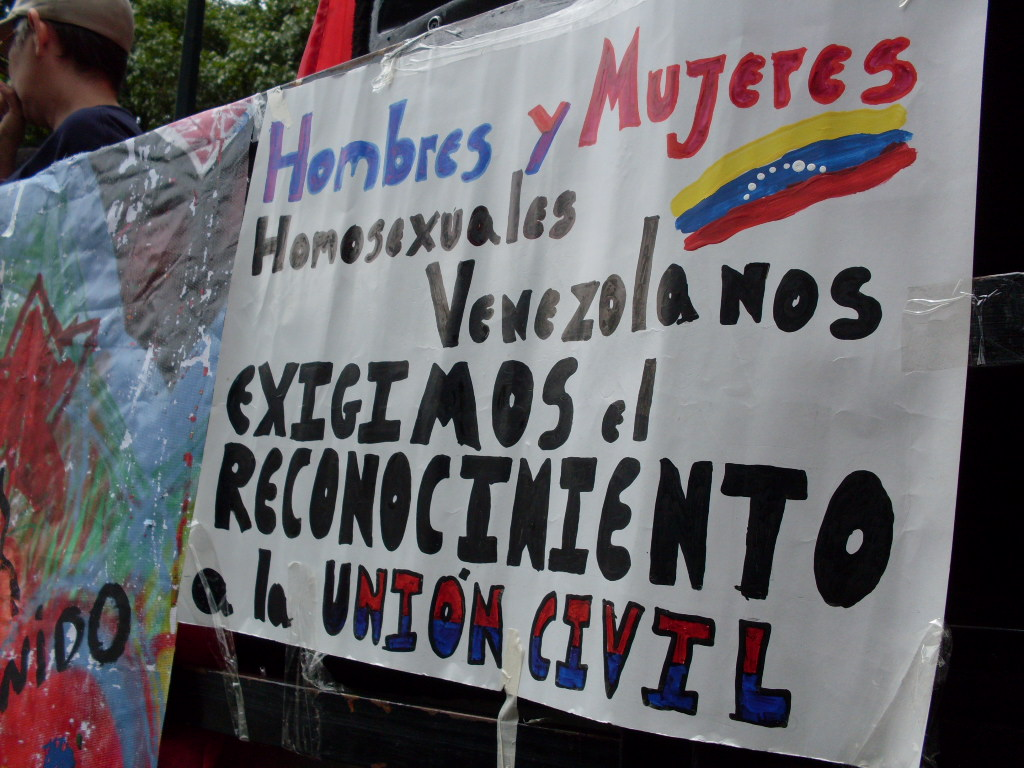
Plakát volající po legalizaci stejnopohlavních svazků ve Venezuele

Diskriminace v pracovněprávních vztazích na základě sexuálního smýšlení je zakázaná od r. 1996 v souladu s § 9 Zákoníku práce. V rámci novely Zákoníku práce r. 2010 je tento zákaz omezen pouze na osoby jiné sexuální orientace, ale genderové identity nikoliv.
Co se týče další extenze anti-diskriminační legislativy, tak k té docházelo během ratifikace nové Ústavy r. 1999, nicméně z důvodu opozice Římskokatolické církve neúspěšně. Roku 2001 došlo k dalšímu pokusu o zahrnutí zákazu diskriminace sexuálních menšin do ústavního práva. V r. 2002 se tehdejší prezident Hugo Chávez omluvil za vynechání tohoto nezbytného ustanovení a odpřisáhnul, že dojde k ústavní reformě.
Venezuelské ústavní referendum r. 2007, které mohlo postavit mimo zákon veškerou diskriminaci založenou na sexuální orientaci, však nakonec přišlo vniveč, neboť od dvou hlavních bodů týkajících se oblasti socioekonomických se upustilo.
Nakonec občanská společnost během let 2009-2015 zaslala Národnímu shromáždění petici za rovnoprávnost v rámci níž požaduje rozšíření anti-diskriminační legislativy. Tento požadavek zatím nebyl zařazen do politického programu.
V parlamentních volbách z r. 2015 získala mandát náhradníka v Národním shromáždění trans aktivistka Tamara Adrián za středovou stranu Popular Will, čímž se stala druhým trans členem zákonodárného sboru v Latinské Americe po Uruguayce Michelle Suárez Bértora. Adrián se zapřísahala, že bude prosazovat legalizaci stejnopohlavního manželství a zákonnou ochranu práv LGBT minority. Kromě výše uvedené získal mandát náhradníka také Rosmit Mantilla, rovněž aktivista za práva LGBT a otevřeně homosexuální muž, díky čemuž má momentálně Venezuela v politice dva zástupce sexuálních menšin.

## Životní podmínky

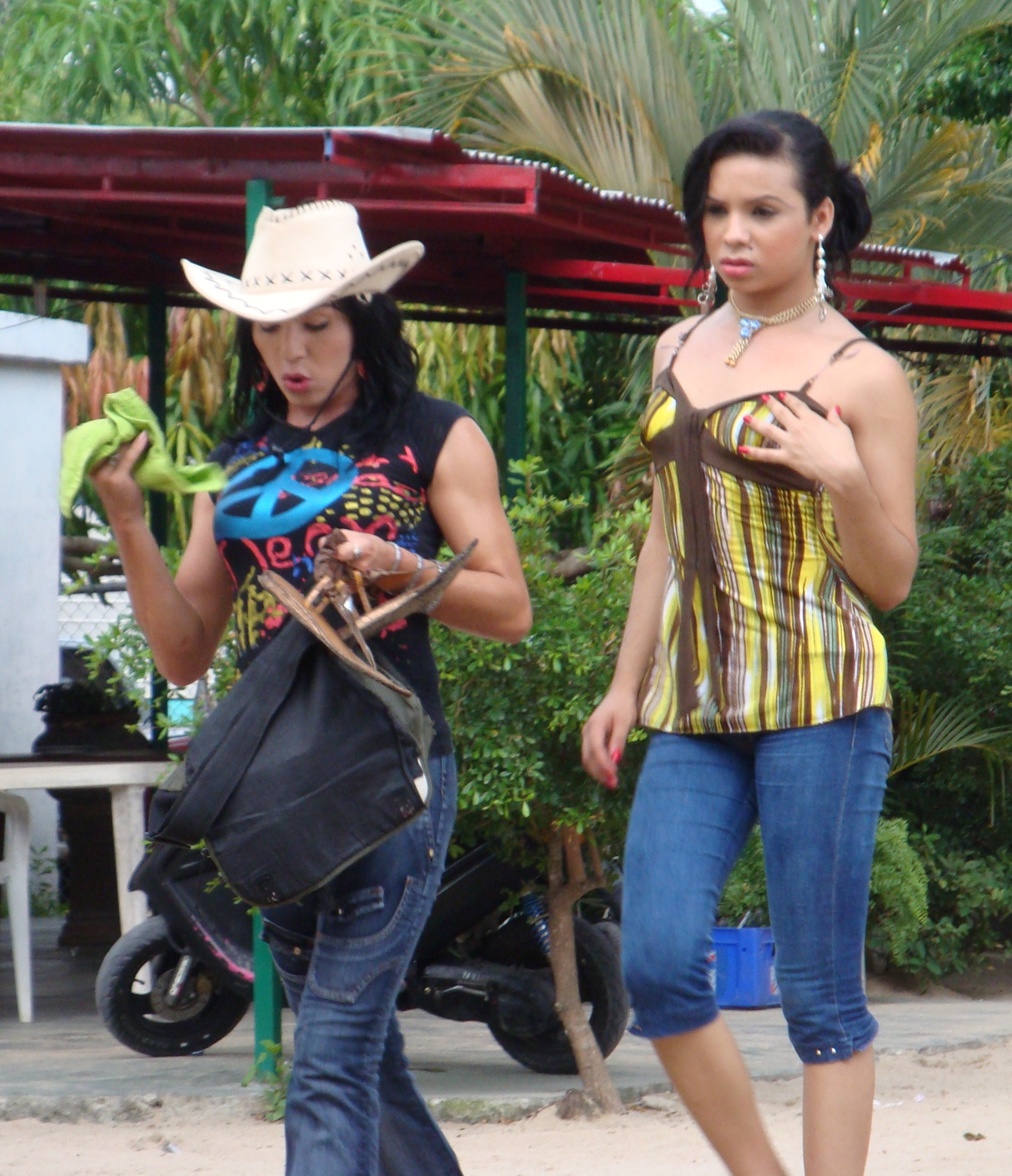
Transžena na Boburské pláži, stát Zulia

Venezuele patří mezi relativně prosperující země pro gay komunitu. Od r. 2000 se zde konají manifestace a osvětové programy v rámci Mezinárodního dne proti homofobii, na nichž se vláda postupně začíná podílet. Přesto ale policejní šikana a homofobie na pracovištích stále zůstává poměrně docela ožehavým problémem.

## Souhrn
| Legální stejnopohlavní styk                                                             | (1997)                                  |
| Stejný věk legální způsobilosti k pohlavnímu styku pro obě orientace                    | Ano                                     |
| Anti-diskriminační zákony v zaměstnání                                                  | (1996)                                  |
| Anti-diskriminační zákony v přístupu ke zboží a službám                                 | Ne                                      |
| Anti-diskriminační zákony v ostatních oblastech (homofobní urážky, zločiny z nenávisti) | Ne                                      |
| Stejnopohlavní manželství                                                               | (ústavní zákaz od r. 1999); (v jednání) |
| Jiná forma stejnopohlavního soužití                                                     | / občanské sňatky v Méridě              |
| Adopce dítěte partnera                                                                  | (v jednání)                             |
| Společná adopce dětí stejnopohlavními páry                                              | (v jednání)                             |
| Gayové a lesby mohou otevřeně sloužit v armádě                                          | (1999)                                  |
| Možnost změny pohlaví                                                                   | Ne                                      |
| Přístup k umělému oplodnění pro lesbické ženy                                           | Ano                                     |
| Náhradní mateřství pro gay páry                                                         | Ne                                      |
| MSM smějí darovat krev                                                                  | Ne                                      |